# Lista przewodniczących Eerste Kamer

## Chronologiczna lista przewodniczących
| #   | Imię i Nazwisko                                        | Portret                                 | Kadencja             | Kadencja             | Partia polityczna | Partia polityczna                                  |
| #   | Imię i Nazwisko                                        | Portret                                 | Od                   | Do                   | Partia polityczna | Partia polityczna                                  |
| --- | ------------------------------------------------------ | --------------------------------------- | -------------------- | -------------------- | ----------------- | -------------------------------------------------- |
| 1   | Charles Ignace Philippe Thiennes de Lombise            |                                         | 21 września 1815     | 19 października 1818 |                   | Bezpartyjny (Prorządowy)                           |
| 2   | Willem Frederik Roëll                                  |                                         | 19 października 1818 | 18 października 1819 |                   | Bezpartyjny (Oranista)                             |
| (1) | Charles Ignace Philippe Thiennes de Lombise            |                                         | 10 października 1819 | 16 października 1820 |                   | Bezpartyjny (Prorządowy)                           |
| (2) | Willem Frederik Roëll                                  |                                         | 16 października 1820 | 15 października 1821 |                   | Bezpartyjny (Oranista)                             |
| (1) | Charles Ignace Philippe Thiennes de Lombise            |                                         | 15 października 1821 | 21 października 1822 |                   | Bezpartyjny (Prorządowy)                           |
| (2) | Willem Frederik Roëll                                  |                                         | 21 października 1822 | 20 października 1823 |                   | Bezpartyjny (Oranista)                             |
| (1) | Charles Ignace Philippe Thiennes de Lombise            |                                         | 20 października 1823 | 18 października 1824 |                   | Bezpartyjny (Prorządowy)                           |
| (2) | Willem Frederik Roëll                                  |                                         | 18 października 1824 | 17 października 1825 |                   | Bezpartyjny (Oranista)                             |
| (1) | Charles Ignace Philippe Thiennes de Lombise            |                                         | 17 października 1825 | 16 października 1826 |                   | Bezpartyjny (Prorządowy)                           |
| (2) | Willem Frederik Roëll                                  |                                         | 16 października 1826 | 15 października 1827 |                   | Bezpartyjny (Oranista)                             |
| (1) | Charles Ignace Philippe Thiennes de Lombise            |                                         | 15 października 1827 | 20 października 1828 |                   | Bezpartyjny (Prorządowy)                           |
| (2) | Willem Frederik Roëll                                  |                                         | 20 października 1828 | 19 października 1829 |                   | Bezpartyjny (Oranista)                             |
| (1) | Charles Ignace Philippe Thiennes de Lombise            |                                         | 19 października 1829 | 13 września 1830     |                   | Bezpartyjny (Prorządowy)                           |
| 3   | Charles Alexandre Francois Rasse Prins de Gavre        |                                         | wrzesień 1830        | 18 października 1830 |                   | Bezpartyjny (Prorządowy)                           |
| (2) | Willem Frederik Roëll                                  |                                         | 21 października 1830 | 20 października 1832 |                   | Bezpartyjny (Oranista)                             |
| 4   | Willem Frederik van Reede                              |                                         | 1832                 | 1833                 |                   | Bezpartyjny (Prorządowy)                           |
| (2) | Willem Frederik Roëll                                  |                                         | 1833                 | 1834                 |                   | Bezpartyjny (Oranista)                             |
| (4) | Willem Frederik van Reede                              |                                         | październik 1834     | 13 sierpnia 1838     |                   | Bezpartyjny (Prorządowy)                           |
| 5   | Arnoldus van Gennep                                    |                                         | październik 1838     | październik 1845     |                   | Bezpartyjny (Konserwatyści)                        |
| 6   | Hendrik Rudolph Trip                                   |                                         | październik 1845     | 13 lutego 1849       |                   | Bezpartyjny (Konserwatyści)                        |
| 7   | Louis Gaspard Adrien van Limburg Stirum                |                                         | 13 lutego 1849       | 20 sierpnia 1850     |                   | Bezpartyjny (Liberałowie)                          |
| 8   | Dominicus Blankenheym                                  |                                         | 7 października 1850  | 15 września 1851     |                   | Bezpartyjny (Liberałowie)                          |
| 9   | Jacob Constantijn Martens van Sevenhoven               |                                         | 15 września 1851     | 18 września 1852     |                   | Bezpartyjny (Konserwatyści)                        |
| 10  | Johan Anthonie Philipse                                |                                         | 20 września 1852     | 16 września 1870     |                   | Bezpartyjny (Konserwatyści)                        |
| 11  | Hendrick van Beeck Vollenhoven                         |                                         | 19 września 1870     | 1 sierpnia 1871      |                   | Bezpartyjny (Liberałowie)                          |
| 12  | Eugèn Jean Alexander van Bylandt                       |                                         | 18 września 1871     | 19 września 1874     |                   | Bezpartyjny (Liberałowie)                          |
| 13  | Jan Arend Godert de Vos van Steenwijk                  |                                         | 21 września 1874     | 24 kwietnia 1880     |                   | Bezpartyjny (Liberałowie)                          |
| 14  | Frans Julius Johan van Eysinga                         |                                         | 18 maja 1880         | 11 października 1884 |                   | Bezpartyjny (Liberałowie)                          |
| 14  | Frans Julius Johan van Eysinga                         | 17 listopada 1884                       | 17 sierpnia 1887     |                      |                   | Bezpartyjny (Liberałowie)                          |
| 14  | Frans Julius Johan van Eysinga                         | 19 sierpnia 1887                        | 27 marca 1888        |                      |                   | Bezpartyjny (Liberałowie)                          |
| 15  | Willem Anne Assueer Jacob Schimmelpenninck van der Oye |                                         | 1 maja 1888          | 3 sierpnia 1889      |                   | Bezpartyjny (Konserwatyści)                        |
| 16  | Albertus van Naamen van Eemnes                         |                                         | 17 września 1889     | 7 marca 1902         |                   | Bezpartyjny (Liberałowie)                          |
| 17  | Jan Elias Nicolaas Schimmelpenninck van der Oye        |                                         | 17 marca 1902        | 11 marca 1914        |                   | Chrześcijańska Unia Historyczna (CHU)              |
| 18  | Jan Joseph Godfried van Voorst tot Voorst              |                                         | 12 maja 1914         | 17 września 1929     |                   | Rzymsko-katolicka Partia Stanu (RKSP)              |
| 19  | Willem Lodewijk de Vos van Steenwijk                   |                                         | 17 września 1929     | 23 lipca 1946        |                   | Chrześcijańska Unia Historyczna (CHU)              |
| 20  | Roelof Kranenburg                                      |                                         | 23 lipca 1946        | 1 czerwca 1951       |                   | Wolna Unia Demokratyczna (VDB)                     |
| 20  | Roelof Kranenburg                                      | Partia Pracy (PvdA)                     | 23 lipca 1946        | 1 czerwca 1951       |                   |                                                    |
| 21  | Jan Jonkman                                            |                                         | 1 czerwca 1951       | 20 września 1966     |                   |                                                    |
| 22  | Jannis Pieter Mazure                                   |                                         | 20 września 1966     | 16 września 1969     |                   |                                                    |
| 23  | Maarten de Niet Gerritzoon                             |                                         | 16 września 1969     | 18 września 1973     |                   |                                                    |
| 24  | Theo Thurlings                                         |                                         | 18 września 1973     | 13 września 1983     |                   | Katolicka Partia Ludowa (KVP)                      |
| 24  | Theo Thurlings                                         | Apel Chrześcijańsko-Demokratyczny (CDA) | 18 września 1973     | 13 września 1983     |                   |                                                    |
| 25  | Piet Steenkamp                                         |                                         | 13 września 1983     | 11 czerwca 1991      |                   |                                                    |
| 26  | Herman Tjeenk Willink                                  |                                         | 11 czerwca 1991      | 11 marca 1997        |                   | Partia Pracy (PvdA)                                |
| 27  | Frits Korthals Altes                                   |                                         | 11 marca 1997        | 2 października 2001  |                   | Partia Ludowa na rzecz Wolności i Demokracji (VVD) |
| 28  | Gerrit Braks                                           |                                         | 2 października 2001  | 10 czerwca 2003      |                   | Apel Chrześcijańsko-Demokratyczny (CDA)            |
| 29  | Yvonne Timmerman-Buck                                  |                                         | 17 czerwca 2003      | 6 października 2009  |                   | Apel Chrześcijańsko-Demokratyczny (CDA)            |
| 30  | René van der Linden                                    |                                         | 6 października 2009  | 28 czerwca 2011      |                   | Apel Chrześcijańsko-Demokratyczny (CDA)            |
| 31  | Fred de Graaf                                          |                                         | 28 czerwca 2011      | 2 lipca 2013         |                   | Partia Ludowa na rzecz Wolności i Demokracji (VVD) |
| 32  | Ankie Broekers-Knol                                    |                                         | 2 lipca 2013         | 11 czerwca 2019      |                   | Partia Ludowa na rzecz Wolności i Demokracji (VVD) |
| 33  | Jan Anthonie Bruijn                                    |                                         | 2 lipca 2019         | nadal                |                   | Partia Ludowa na rzecz Wolności i Demokracji (VVD) |